# Francisco Díaz de León
Francisco Díaz de León Medina (Aguascalientes, Aguascalientes, 24 de diciembre de 1897 - Ciudad de México, 29 de diciembre de 1975) fue un dibujante, pintor, grabador, editor y académico mexicano.

## Estudios y docencia
Fue hijo de Ignacia Medina y Francisco Díaz de León, quien era tipógrafo y tenía un taller de encuadernación en el barrio de Triana. Desde niño  estudió en la Academia de Dibujo de José Inés Tovilla, al terminar sus estudios primarios trabajó en los talleres del Ferrocarril Central Mexicano en donde presentó su primera exposición junto con su amigo Gabriel Fernández Ledesma. Sobre la base de sus logros, en 1917, el gobierno del Estado les otorgó una beca para estudiar en la Escuela Nacional de Bellas Artes de México.
Fue alumno de Saturnino Herrán de quien aprendió las técnicas de óleo, carbón y pastel, se especializó en técnicas de grabado.  Fue alumno de la Escuela de Pintura al Aire Libre de Chimalistac. Realizó estudios de idiomas en la Escuela Nacional de Altos Estudios. Impartió clases de grabado en la Academia de San Carlos de 1920 a 1925, fue director de la Escuela de Pintura al Aire Libre de Tlalpan de 1925 a 1932. Junto con Carlos Alvarado Lang creó el Taller de Grabado con especialidad en técnicas de grabado en metal y madera.  Fundó y dirigió de 1938 a 1956 la Escuela de Artes del Libro que más tarde se llamó Escuela Nacional de Artes Gráficas (ENAG).

## Editor y académico

Escudo heráldico del municipio de Aguascalientes, creación de Francisco Díaz de León.

Inició su actividad como diseñador de libros y proyectos tipográficos en 1925 con los grabados para el libro Campanitas de plata, de Mariano Silva y Aceves y, Oaxaca, de Manuel Toussaint. En 1933 ilustró Viaje al siglo XIX, de Enrique Fernández Ledesma. En 1934, fue coordinador de las ediciones de Bellas Artes, entre las más importantes destaca Veinte años de arte mexicano. Colaboró como dibujante para la revista Pegaso, para la revista Forma y realizó caricaturas para el Diario de Yucatán. Es autor del escudo heráldico del municipio de Aguascalientes, el cual se sigue utilizando. 
Desde 1930, fue el codirector, junto con Gabriel Fernández Ledesma, de la Sala de Arte de la Secretaría de Educación Pública (SEP). En 1933, fue nombrado director de la Escuela Central de Artes Plásticas de la Universidad Nacional de México. En 1934, Díaz de León y Fernández Ledesma, presentaron una muestra de sus grabados en la Sala de Arte de la SEP. Dirigió la revista Mexican Art & Life de 1937 a 1940.  
Fue miembro del Consejo Cultural y Artístico de la Ciudad de México, perteneció a la Asociación Internacional de Grabadores XYLON de Zúrich. En 1942, fue miembro fundador del Seminario Mexicano de Cultura y en 1968, fue miembro fundador de la Academia de Artes.
En 1969, recibió el Premio Nacional de Artes otorgado por el gobierno federal de México. Hacia 1971, se retiró de las actividades artísticas debido a que fue perdiendo la vista. Murió en la Ciudad de México el 29 de diciembre de 1975.

## Acervo
En el año 2008, sus hijas Graziella y Susana, donaron al Museo Andrés Blaisten alrededor de 5 000 piezas de la colección personal de Francisco Díaz de León, entre ellas obras de su autoría, obras de otros artistas contemporáneos a su época y obra gráfica del período virreinal y del siglo XIX.

## Publicaciones
- Conozca usted a México, plástica (1924).
- Campanitas de plata (1925).
- 30 asuntos mexicanos grabados por FDL, plástica (1928)
- Día de fiesta, cuento (1938).
- Su primer vuelo, cuento (1945).
- Consejos para editar libros, ensayo (1960).
- El libro y el pueblo (1963).
- El grabado como ilustración de la música popular, ensayo (1963).
- Agraz y madurez en las letras (1965).
- Escuelas de pintura al aire libre. Exposición: Museo del Palacio de Bellas Artes  (1965).
- Luna entre árboles: cuento (1966).
- Gahona y Posada: grabadores mexicanos, ensayo (1968).
- Juan B. Urrutia: litógrafo y apologista del tabaco, ensayo (1971).
- De Juan Ortiz a J. Guadalupe Posada: esquema de cuatro siglos de grabado en relieve en México: madera, metal (1973).
- Asuntos mexicanos: reproducción de 23 grabados del álbum publicado en 1928 (1975).
- Trabajos de ciudad (1975).